# Мелисса: интимный дневник
«Мелисса: интимный дневник» (англ. Melissa P.) — кинофильм режиссёра Луки Гуаданьино, снятый по роману Мелиссы Панарелло «Расчеши волосы сто раз перед сном», эротическая драма с Марией Вальверде, Летицией Чампа и Джеральдиной Чаплин в главных ролях.

## Сюжет
В основе фильма — роман 2003 года Мелиссы Панарелло, где описаны откровения Мелиссы о собственном превращении из нимфетки в женщину, первых эротических переживаниях и сексуальных опытах.

## В ролях
| Актёр              | Роль                                      |
| ------------------ | ----------------------------------------- |
| Мария Вальверде    | Мелисса П.                                |
| Летиция Чампа      | Мануэла (Ману) (подруга Мелиссы)          |
| Джеральдина Чаплин | Эльвира (бабушка Мелиссы)                 |
| Нило Мур           | Марко (друг Мелиссы, начинающий художник) |
| Фабриция Сачи      | Дария (мама Мелиссы)                      |
| Примо Реджани      | Даниэль (первая любовь Мелиссы)           |
| Элио Джермано      | Арнальдо (друг Даниэля)                   |